# Je vous aimerai toujours (film, 1943)
Pour les articles homonymes, voir Je vous aimerai toujours.
Pour plus de détails, voir Fiche technique et Distribution.
Je vous aimerai toujours (titre original en italien : T'amerò sempre) est un film italien réalisé par Mario Camerini, sorti en 1943.
Ce film est un remake du film tourné en  1933 avec Elsa De Giorgi, Mino Doro et Nino Besozzi.

## Synopsis
Adriana et sa fille sont abandonnées par Diego, un noble chez lequel elle était en service et qui avait abusé d'elle. Pour survivre elle travaille dans un salon de coiffure. Mario le comptable tombe amoureux d'elle, mais Adriana honteuse de sa condition le repousse.  Diego la rencontre inopinément au salon, lui annonce qu'il va se marier et lui propose néanmoins de devenir sa maîtresse. Mario, entendant la conversation, outré et jaloux se bat avec Diego. À la suite de cette affaire, Mario et Adriana sont licenciés et sur le chemin du retour Adriana accepte finalement la demande en mariage de son amoureux

## Fiche technique
- Titre : Je vous aimerai toujours
- Titre original : en italien : T'amerò sempre
- Réalisateur : Mario Camerini
- Sujet : Mario Camerini
- Scénario :  Sergio Amidei, Mario Camerini, Giulio Morelli, Giorgio Pàstina
- Photographie : Arturo Gallea
- Montage : Fernando Tropea
- Musique :  Ezio Carabella
- Maquillage :Franz Sala
- Producteur : Gian Paolo Bigazzi
- Production :  Cines
- Distribution (Italie) :E.N.I.C.
- Pays d'origine :  Royaume d'Italie
- Langue : Italien
- Format : Noir et blanc — 35 mm — 1,37:1 — Son : Mono
- Genre : Film dramatique,  Film romantique
- Durée : 78 min
- Dates de sortie :
  -  Royaume d'Italie : 5 novembre 1943

## Distribution
- Alida Valli : Adriana
- Gino Cervi : Faustini
- Antonio Centa : Diego
- Jules Berry : Oscar
- Gilda Marchiò
- Giuseppe Porelli
- Loris Gizzi : Meregalli
- Tina Lattanzi : Tante de Diego